# Římskokatolická farnost Dobřínsko
Římskokatolická farnost Dobřínsko je územní společenství římských katolíků s farním kostelem svatého Prokopa v obci Dobřínsko v moravskokrumlovském děkanství.

## Historie farnosti
První písemná zmínka o obci pochází z roku 1131. Už v roce 1298 se uvádí i kostel sv. Prokopa. Má pozdně románské jádro, presbytář je z 15. století. Nejstarší část kostela – presbytář – byla postavena ve 14. století, současná chrámová loď pochází z roku 1826.
Fara v obci byla postavena roku 1778, v roce 1912 byl objekt zbourán a znovu postaven. Vedle této fary roku 1870 tehdejší duchovní Augustin Forman zasadil lípu, která svojí výškou přes 25 m a obvodem kmene 420 cm je nejstarším a dominantním stromem v obci.

## Další fotografie

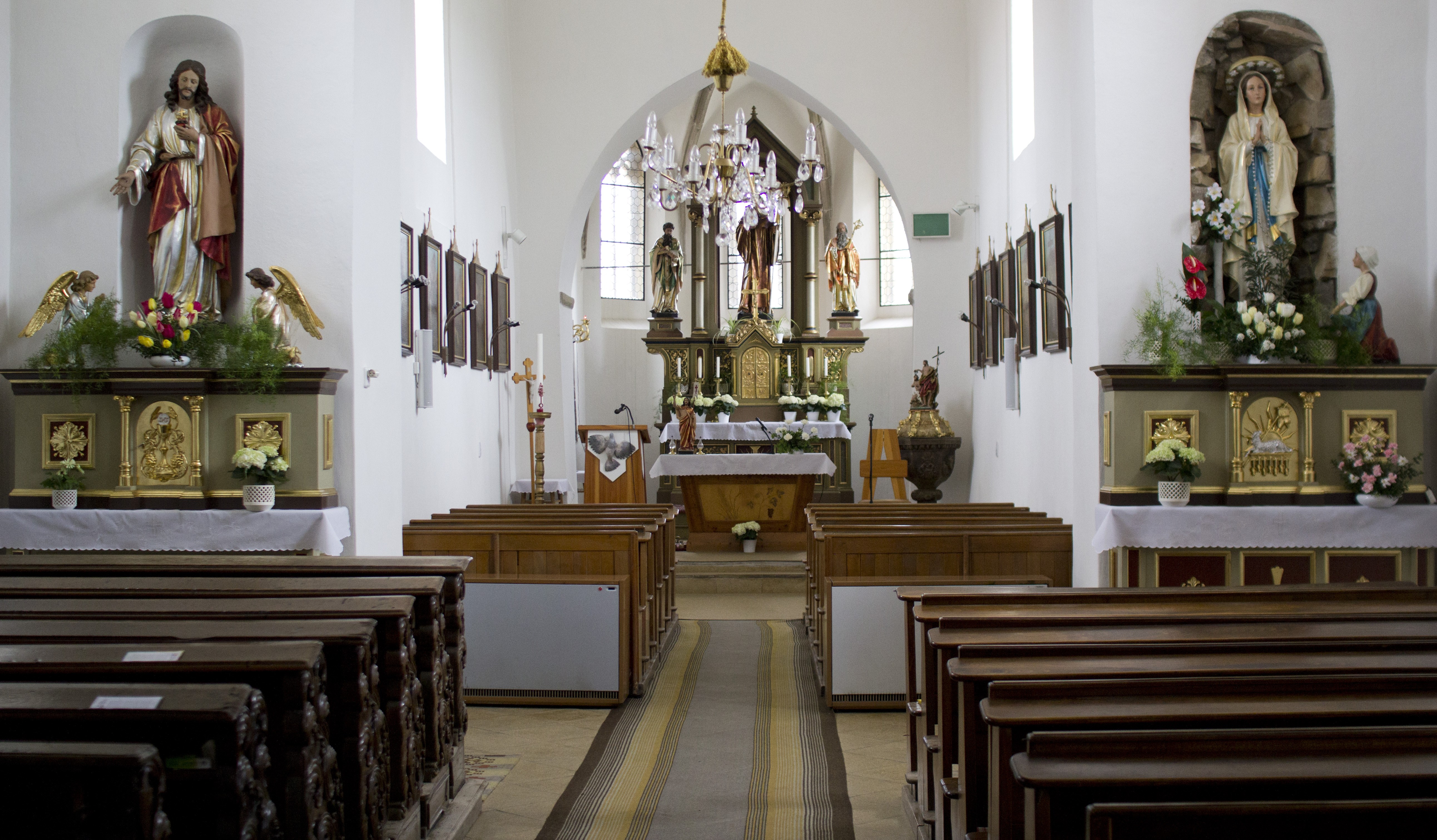
Interiér kostela sv. Prokopa

## Duchovní správci
Od 1. srpna 2003 je farářem R. D. Karel Slanina.

## Bohoslužby
| Kostel                  | Místo     | Bohoslužba (den)                   | Hodina                                                               | Poznámka        |
| ----------------------- | --------- | ---------------------------------- | -------------------------------------------------------------------- | --------------- |
| sv. Prokopa             | Dobřínsko | neděle pondělí středa pátek sobota | 8.00 18.00 (zima)/18.30 (léto) 7.00                                  | farní kostel    |
| Nanebevzetí Panny Marie | Jamolice  | neděle úterý čtvrtek sobota        | 9.30 17.00 (zima)/18.00 (léto) 7.30 (zima)/8.00 (léto) (1. v měsíci) | filiální kostel |

## Aktivity ve farnosti
Dnem vzájemných modliteb farností za bohoslovce a bohoslovců za farnosti brněnské diecéze je 1. prosinec. Adorační den připadá na 4. listopad.
Ve farnosti se pravidelně pořádá tříkrálová sbírka. V roce 2016 se při ní vybralo 11 240 korun.